# Johan Schnürer
Johan Schnürer, född 1 april 1957, var rektor för Örebro universitet mellan 1 juli 2016 och 30 juni 2025. Han var vicerektor för samverkan vid Sveriges lantbruksuniversitet (SLU) i Uppsala åren 2010-2016 och dessförinnan prefekt för Institutionen för mikrobiologi, SLU åren 1996-2010.
Schnürer har grundutbildning i kemi, cellbiologi och mikrobiologi från Uppsala universitet. Han disputerade vid SLU år 1985 på en avhandling om marksvampars betydelse för kol- och kväveomsättning. Han blev docent 1988, universitetslektor 1993 och är sedan år 2000 professor i mikrobiologi vid SLU.
Schnürer är invald ledamot i Kungliga Vetenskapssocieteten i Uppsala (2008) och i Kungliga Skogs- och Lantbruksakademien (2012).